# 永野仁美
永野 仁美（ながの ひとみ、1976年 - ）は、日本の社会保障法学者。

## 来歴
山口県生まれ。山口県立徳山高等学校から東京大学文科一類に入学。2000年 東京大学法学部卒業。2009年 東京大学大学院法学政治学研究科博士課程単位取得退学。2011年 博士（法学）修得。その後は上智大学法学部教授。

## 主張
バリアフリー法にも限界があり、1日の平均利用者数が3000人以上の鉄道駅及び1日の平均利用者数が2000人以上3000人未満の重点整備地区内の鉄道駅（2021年4月より追加）に現行では限られている。しかし、バリアフリー法は、2014年に日本も批准した障害者権利条約の要請に従って、ゆくゆくは都市部以外についてもこれを実現していくことが求められていくと述べている。

## 著作

### 共編
- （岩村正彦、嵩さやか、中野妙子（編集））『社会保障制度 国際比較でみる年金・医療・介護（シリーズ 超高齢社会のデザイン）』（東京大学出版会、2022年6月）
- （DPI日本会議）『合理的配慮、差別的取扱いとは何か：障害者差別解消法・雇用促進法の使い方』（解放出版社、2016年3月）
- （野川忍、山川隆一、荒木尚志（編集））『変貌する雇用・就労モデルと労働法の課題』（商事法務、2015年4月）
- （荒木尚志、岩村正彦、山川隆一（編集））『労働法学の展望 ー 菅野和夫先生古稀記念論集』（有斐閣、2013年3月）
- （松井亮輔、岩田克彦）『障害者の福祉的就労の現状と展望 ー 働く権利と機会の拡大に向けて』（中央法規出版、2011年11月）

### 論文
- （（「働き方改革 ー2018年通常国会における労働法改正ー」））『Sogang Law Journal』（西江大学校法律研究所、2019年2月）